# Elizabeth Chambers (piloto)
Elizabeth "Betty" Maxine Chambers (Los Angeles, 25 de agosto de 1920 – 11 de maio de 1961) foi uma piloto norte-americana, que serviu na Women Airforce Service Pilots (WASP), onde mulheres realizavam voos fora de combate para que os homens pudesssem voar durante a Segunda Guerra Mundial.
Elizabeth estava na Classe 44-W-3 da WASP como parte do 318º Destacamento de Treinamento Aéreo da Força Aérea dos Estados Unidos e se tornou piloto logo após a morte do marido, em um voo, alistando-se na WASP ainda com um bebê de colo. Ela foi a única viúva e mãe a servir na WASP.

## Biografia
Elizabeth nasceu em Los Angeles, em 1920. Era filha de Samuel e Gertrude Cramsey. Ela cresceu em Hollywood e trabalhou na Disney e na Universal Pictures, onde ela fazia contornos de tinta para em celulóide de desenho animado em preparação para a pintura durante o estágio de processo de imagem da produção do filme.
Em 1941, Elizabeth se casou com Robert William Chambers, piloto do Exército dos Estados Unidos, que tinha trabalhado anteriormente para a Lockheed, no departamento de engenharia. Em 1942, durante a guerra, Robert morreu na queda de sua aeronave, uma P-38F Lightening, que caiu em Mills Field, em San Mateo, na Califórnia. Viúva, Elizabeth se mudou de volta para a casa de seus pais, com seu bebê recém-nascido, onde conseguiu emprego de telefonista na Southern California Telephone Company.
Antes do marido morrer, ele lhe disse que gostaria de ensiná-la a voar e que o governo estava organizando a WASP para ajudar nos esforços de guerra. Depois que ele morreu e o serviço foi estabelecido, Elizabeth se alistou no treinamento em 4 de outubro de 1943, formando-se em 15 de abril de 1944. Chambers treinou no Avengers Field, em Sweetwater, Texas e depois foi alocada em Turner Field, em Albany, Geórgia. Em Orlando, na Flórida, ela treinou na Escola Tática do Exército. Elizabeth teve seu posto destacado para o Aeródromo de Greenwood do Exército, no Mississippi após se formar.
Em Greenwood, Elizabeth acumulou mais de 420 horas de voo até 20 de dezembro de 1944. Como piloto, ela voou no North American T-6 em treinos avançados. Voou também com o Boeing-Stearman Model 75, Beechcraft AT-10 e com o BT-25. Seu trabalho no WASP acabou quando o serviço foi extinto no final de 1944 com o retorno de vários pilotos que lutavam na Europa.
Depois da guerra, Elizabeth trabalhou no Aeroporto LaGuardia, em Nova Iorque, até 1946. Com o tempo, ela perdeu contato com as outras pilotos com quem trabalhou na WASP.
Em 2 de novembro de 1977, o então presidente Jimmy Carter assinou uma lei que extendia a todas as mulheres da WASP o status de veterana de guerra e permitia que elas utilizassem os serviços militares para veteranos como hospitais e lares comunitários. Em julho de 2009, o então presidente Barack Obama deu a todas as WASPs a Medalha de Ouro do Congresso por seus serviços na guerra.
Em 1947, ela se casou pela segunda vez com Robert Edward Black, um lenhador.

## Morte
Elizabeth morreu em 11 de maio de 1961, em Los Angeles, aos 40 anos.